# Cheilanthes deltoidea
Cheilanthes deltoidea är en kantbräkenväxtart. Cheilanthes deltoidea ingår i släktet Cheilanthes och familjen Pteridaceae.

## Underarter
Arten delas in i följande underarter:
- C. d. deltoidea
- C. d. silicicola